# Portalul Sănătate-UE
Portalul "Sănătate" al Uniunii Europene este portalul oficial al Uniunii Europene în domeniul sănătății publice. Portalul este destinat cetățenilor europeni pentru a permite obținerea ușoară de informații complete cu privire la programele și inițiativele UE în domeniul sănătății publice. De asemenea, își propune să contribuie la obiectivele de sănătate publică ale Uniunii, și să aibă o influență pozitivă asupra comportamentului, vizând îmbunătățire constantă a sănătății publice din cele 23 state membre ale UE.

## Publicul țintă
Portalul „Sănătate-UE” se adresează celor care doresc să fie la zi cu informațiile care au un efect asupra sănătății lor și celor care sunt interesați de politicile și deciziile care se iau la nivel european, național și internațional. De asemenea, portalul este o sursă importantă de informații pentru specialiștii din domeniul sănătății, administrații, responsabili politici și factori interesați. Este accesibil tuturor, inclusiv persoanelor în vârstă și persoanelor cu handicap, având în vedere că respectă regulile privind accesibilitatea recunoscute la nivel internațional. De asemenea, portalul oferă specialiștilor acces la bazele de date statistice relevante pentru sănătatea publică.

## Obiective
Portalul a început ca o inițiativă a Programului comunitar privind sănătatea publică 2003-2008, al cărui obiectiv este implicarea cetățenilor, a instituțiilor, a asociațiilor, a organizațiilor și a organismelor active în sectorul sănătății, prin consultare și participare. În acest cadru, se acordă prioritate dreptului cetățenilor UE de a primi informații simple, clare și bazate pe date științifice cu privire la măsurile care vizează protecția sănătății și prevenirea bolilor. Unul din principalele obiective ale portalului este de a face cunoscut faptul că ameliorarea stării de sănătate a cetățenilor este o responsabilitate comună. O mai bună cunoaștere a diferitelor activități și programe comunitare legate de sănătatea publică îi va ajuta cetățeni să contribuie la acestea și să le sprijine.

## Informații disponibile
Accesul la informații este facilitat de existența unei structuri tematice simple, care prezintă diverse aspecte legate de sănătate care afectează cetățenii și mediul lor.
Pentru fiecare temă, sunt prevăzute trimiteri către subteme - de exemplu, „Stilul meu de viață” face trimitere la „Alimentație” – unde există o multitudine de informații complete și linkuri către politicile și activitățile Uniunii Europene. În secțiunea „State membre” pot fi găsite politicile naționale în funcție de subiect. De asemenea, există o secțiune consacrată contribuțiilor aduse de organizațiile neguvernamentale din Europa și organizațiile internaționale în domeniul sănătății publice. Pe cât posibil, sunt incluse linkuri directe către pagina relevantă pentru subiectul în discuție.
Secțiunile „Știri”, „Evenimente” și „Comunicate de presă” prezintă știri la zi, oferind astfel posibilitatea de a lua parte la deciziile și evenimentele majore din domeniul sănătății la nivel național, european și internațional.
De asemenea, portalul conține actele legislative adoptate de instituțiile comunitare și publicațiile UE, ceea ce facilitează cunoșterea obiectivelor Uniunii Europene și a mijloacelor adoptate pentru a le îndeplini.